# خجسته کیا
خجسته کیا (۱۳۱۲، تهران) پژوهشگر، نویسنده فعال در حوزهٔ ترجمه و نمایشنامه‌نویسی، فلسفه شرق می‌باشد.
خجسته کیا از پیشکسوتان و فعالان فرهنگی حقوق زنان ایران و بنیانگذاران: جشن هنر شیراز(قائم مقام جشن هنر شیراز)، تئاتر نوین ایران، سینمای نوین ایران، از بنیادگذاران کارگاه نمایش تئاتر عروسکی، تئاتر خیابانی در دو عصر پهلوی و جمهوری اسلامی ایران می‌باشد.
در کتاب منتشر شده توسط دفتر پژوهش‌های مؤسسه کیهان با مقدمه حسین شریعتمداری از سوی انتشارات مؤسسه کیهان از خجسته کیا در بسیاری از صفحات بعنوان شوالیه ناتوی فرهنگی و شخصیت پنهان ارتش سری روشنفکران نام برده شده.

## زندگی
خجسته کیا فرزند ضیاءالدین کیانوری پس از فراغت از تحصیل در ایران و اروپا، به‌کار تئاتر پرداخت. در سال ۱۳۴۳ همراه سهراب سپهری تئاتری به صحنه برد. سپس عضو گروه تئاتری به‌نام مروارید شد و در کنار اسماعیل شنگله و بهمن فرسی تحت سرپرستی شاهین سرکیسیان به‌کار پرداخت. وی سپس تجربه‌های تازه‌ای در تئاتر آزمود و با گروه‌ها و هنرمندان نوگرا به‌کار خود گسترش بیشتری بخشید. ازجمله با داوود رشیدی، منوچهر انور و فریدون رهنما آثار بدیعی خلق کرد. آشنایی وی با نمایش‌نامه‌نویسانی چون اوژن یونسکو، ساموئل بکت و فریدریش دورنمات، زمینه خلق آثار نو را برای او فراهم کرد و نمایش‌نامه‌هایی با ساختار و موضوع جدید و متفاوت و خارج از قواعد معمول آزمود. خجسته کیا از پیشروان و بنیانگذاران تئاتر خیابانی در ایران بود و همزمان با این فعالیت، به نمایشنامه‌نویسی و پژوهش در زمینه‌های ادبیات و هنری و فرهنگی نیز پرداخت. مطالعات فراوانی در زمینهٔ اساطیر هندی و اصول و مسائل گیاه‌خواری داشت. وی نمایشنامه‌ای چهار قطعه‌ای به‌نام ستایش دریا رساله علمی-کتابی به‌نام پژوهش‌نامهٔ زنان و خانواده نوشته‌است. از آثار مشهور او کتاب خواب و پنداره است. وی در شاهنامه نیز پژوهش کرده و اثری به‌نام شاهنامه فردوسی و تراژدی آتنی نوشته‌است. از خجسته کیا ترجمه‌هایی نیز در دست است. ازجمله: گفتگو با آشیش ناندی (Ashis Nandy)، در جستجوی آزادی، گفتگو با آیزایا برلین.
علی نصیریان در مراسم جشن تولد ۸۰ سالگی داوود رشیدی گفت: کسانی مانند منوچهر انور، ‌خجسته کیا، حمید سمندریان، پری صابری و… ما را با تئاتر روز دنیا آشنا کردند.

## خانواده
دکتر امیرحسین جهانبگلو همسر و رامین جهانبگلو تنها فرزند وی می‌باشد.
اسامی برادران: عمادالدین کیا، نورالدین کیا (فضل‌الله) (وی وزیر مختار، مدیر کل وزارت امور خارجه و سفیر کبیر در کشور کانادا مدت‌ها در دوران محمد مصدق و محمد رضا شاه پهلوی نمایندگی ایران در شورای امنیت و سفیر کبیری ایران در ژاپن بود)، بهروز کیا خبرنگار بین‌المللی سازمان رادیو تلویزیون ملی ایران
اسامی خواهران: ضیااشرف کیا (مادر دکتر سید حسین نصر)، خدیجه کیا (همسر محمدعلی کیا برادر بزرگتر نورالدین کیانوری و دکتر اختر کیانوری)، قمرالزمان، بدریه. زهرا کیا (نوری) دختر عموی او می‌باشد.
او نوهٔ پسری شیخ فضل‌الله نوری و دختر میرزا حسین نوری می‌باشد.

## سلسله کتاب و مقالات انتقادی دربارهٔ خجسته کیا
در لحن انتقادی در کتاب شوالیه ناتوی فرهنگی با مقدمه حسین شریعتمداری نوشته شده:
- خسته کیا که در انگلستان تحصیلات دانشگاهی خود را به پایان برده بود، کارگردانی تئاتر می‌کرد. از نیمه دهه سی، همان سال‌هایی که رامین متولد شد، او به همراه شاهین سرکیسیان، منوچهر انور، فریدون رهنما، احمد شاملو و… با فارغ التحصیلان هنرستان هنرپیشگی، مانند علی نصیریان، از رهگذر دراماتیزه کردن آثار سادیستی (دیگرآزار) و مازوخیستی (خودآزار) صادق هدایت، به دنبال ساختن سبکی برای نمایش ایرانی بود. در نخستین تجربه‌های خود، گروه هنر ملی را سامان داد که عزت‌الله انتظامی، عباس جوانمرد، جمشید لایق و جعفر والی از اعضاء آن به‌شمار می‌رفتند. خسته کیا از این همنشینی‌ها، به هم‌اندیشی با فرح پهلوی رسید و از سال ۱۳۴۶ که نخستین «کمیسیون جشن هنر شیراز» در کاخ صاحبقرانیه تشکیل شد، خانه خجسته کیا، پاتوق جمعی از هنرمندان و کارگزاران فرهنگی عصر استبداد پهلوی دوم بود؛ کسانی چون هوشنگ کاووسی، که به ریاست اداره سینمای ستمشاهی رسیدند یا مانند منوچهر انور، بر مسند مدیریت کانون سینماگران پیشرو (موج نو سینمای ایران)، نشستند.[۶][۷][۸]

## گروهانتشارات نیلاواخر (دههٔ ۳۰۱۳)
برای اینکه همان سال‌ها انتشارات «نیل» را عظیمی و آل‌رسول و ابوالحسن نجفی در میدان بهارستان باز کرده بودند و ما هم به آنجا می‌رفتیم. به اصطلاح یک محفل روشنفکری شده بود و همه به آن کتابفروشی می‌آمدند. مرتب همه در این مغازه کوچک جمع می‌شدند. مهدی اخوان ثالث امیرحسین جهانبگلو پدر رامین (که استاد اقتصاد بود) همسرش «خجسته کیا» پرویز ناتل خانلری و زهرا کیا می‌آمدند.

## بنیانگذاری تئاتر نوین در ایران (دههٔ ۱۳۴۰)
در دههٔ ۱۳۴۰ نمایشنامه‌نویسانی چون علی نصیریان و بیژن مفید و اکبر رادی و غلامحسین ساعدی و محسن یَلفانی و بهمن فُرسی و خجسته کیا و دیگرانی راه‌هایی نو در نمایشنامهٔ فارسی آزمودند و بیضایی نیز از این نسل به‌شمار می‌آید. او از سالِ ۱۳۴۰ به‌طور جدّی به نوشتن نمایشنامه پرداخت.
عباس جوانمرد، جمیله شیخی، اسماعیل داورفر و «خجسته کیا» به همراه فهیمه راستکار، جعفر والی، بیژن مفید، علی نصیریان و جمشید لایق جمع کوچکی بودند که بیش تر از شش ماه به بهانه تمرین نمایشی به اسم «جنوب مهمان قهوه و نازوک‌های مادام سرکیسیان» می‌شدند و بیش تر وقت‌شان به حرف‌هایی پیرامون تآتر و دوران بعد از کودتا می‌گذشت. هر از چند گاهی هم در این جمع میهمانی از راه می‌رسید. یک بار همراه خجسته کیا، همسرش امیرحسین جهانبگلو و دوست نزدیکش، جلال آل احمد به خانه سرکیسیان آمدند. در این جلسه آل احمد از آن‌ها خواست تا به جای اتکا به نمایش‌های خارجی، دست به نوشتن ببرند.
لی‌لی گلستان دختر ابراهیم گلستان و فخری گلستان در مورد این دوره می‌نویسد: خاطرم هست وقتی نوجوان بودم، پدر و مادرم به تئاتر می‌رفتند. یکبار من را با خودشان به تماشای نمایشی بردند که کارگردان آن نمایش زنی پرجنب و جوش، زیبا و پرشور بود. وقتی پدر و مادرم به پشت صحنه رفتند تا این دوست کارگردانشان را ببینند، من او را نمی‌شناختم. آن روز به این فکر می‌کردم آیا ممکن است روزی مانند آن زن، معروف، موفق و عاشق کارم باشم؟ این زن، خجسته کیا بود و از همان روز الگوی من شد. هر وقت هر جا بود او را دنبال می‌کردم و معاشرت با او را مغتنم می‌شمردم. روزی این را وقتی گالری‌دار شده و بیشتر با او معاشرت کردم به او گفتم. سیمین دانشور با اینکه جلال آل احمد را در کنار خود داشت، از زیر نام او بیرون آمد و سووشون را تحریر کرد.
عباس جوانمر و جمع دوستانش گمشده‌ای داشتند که نمی‌دانستند چیست، اما تفاوت دیدگاه خود با تئاتر «باری به هر جهت» را می‌دانستند و به همین دلیل، سر در هر جایی می‌کردند که بتوانند خود را به هنری بیارایند که آبی بر آتش هدف‌های آرمانی آنها باشد. این جمع کوچک اما صمیمی، بعدها در زمره بهترین هنرمندان تئاتر ایران درآمدند. علی نصیریان، جعفر والی، جمشید لایق، اسماعیل داورفر، خجسته کیا، فهیمه راستگار و …، در زمره همین جمع بودند که بعدها بیژن مفید هم به آنها پیوست.
مرتضی عقیلی نویسد: خبره‌ترین کارگردانان این عرصه مانند خجسته کیا آغاز کرد که در زمره مهم‌ترین فعالیت‌های او در این زمینه می‌توان به بازی در نمایش «عیادتی بر مصیبت حسین بن منصور حلاج و گلدسته» (هر دو نوشته و ساخته خجسته کیا)،
بهر حال این سرآغاز همکاری من با خانم خجسته کیا بود که چند سال بعد در سال ۱۳۴۹ این همکاری با اجرای کار متفاوت: «عیادتی بر مصیبت حسین بن منصور حلاج» ادامه پیدا کرد. در عین حال چون این نمایش (که خانم کیا زندگی حسین بن منصور حلاج را بر اساس متون کهن فارسی نوشته بودند) دارای متنی عرفانی بود و آواز در آن نقش کلیدی داشت، رضا رویگری قطعات آوازی مختلفی از جمله قطعه سمن پویان را در این نمایش خواند. و در واقع این نمایش سرآغاز فعالیت رویگری در تئاتر بود. اهمیت این نمایش در این بود که برای نخستین بار به جای اجرا در صحنه تئاتری در تکیه نیاوران اجرا می‌شد و برای دیدن آن احتیاجی به تهیه بلیط نبود. فقط در انتهای نمایش که کفن منصور حلاج در حیاط گردانده می‌شد،
در عرصه مجسمه‌سازی خجسته کیا در حرفه بازیگری تئاتر نیز تجربه همکاری با بهمن محصص، عباس معیری، ایرج انور، پیتر بروک و شهرو خردمند را در کارنامه درخشان هنری خود دارد.
دراواخر دهه ۴۰ فریدون رهنما و خجسته کیا نیز در تأسیس کارگاه نمایش نقش مهم و راهبردی داشتند.

## بنیانگذاریکارگاه نمایشوجشن هنر شیراز(دههٔ۱۳۵۰)
رامین، روایت روزهایی را می‌گفت که پدرش نماینده رژیم پهلوی دوم در سازمان اوپک شد و مادرش نیز در دفتر فرح پهلوی، بام تا شام برای برگزاری جشن هنر شیراز، طرح و ایده می‌داد.
کیا در مقام مشاوری نافذ برای شورای عالی جشن هنر شیراز خدمت کرد. کیا، اگرچه از دستیاران ارشد فرخ غفاری (قائم مقام جشن هنر شیراز) به‌شمار می‌رفت، اما آدمی کم حاشیه و مدیری در سایه بود. بیشتر وقتش را یا در کارگاه نمایش (وابسته به دفتر فرح پهلوی) یا به عنوان سرپرست، در مرکز حفظ هنرهای آئینی (وابسته به سازمان رادیو تلویزیون ملی ایران می‌گذراند.
نه تنها نمایشنامه‌های چون شهر قصه (بیژن مفید) و آثار عباس نعلبندیان، با حمایت او موفق به کسب جوایز جشن هنر از دست فرح پهلوی می‌شدند، بلکه خجسته کیا، بازیگران گروه تئاتر موسوم به حافظ نو، را به شهرتی جهانی رساند. حافظ نو، بدنام‌ترین محله تهران، در عصر پهلوی بود که کیا همراه کاوه گلستان، اکثر بازیگران آن را که از بدبخت‌ترین قشر زنان ایران در دوران پهلوی بودند، برای اجرای نمایش، به جشن هنر شیراز و سپس فستیوال‌های بین‌المللی برد؛ حکایتی که بازخوانی اش دشوار و غم‌انگیز است.

## تهیه زندگینامه همسرشامیرحسین جهانبگلو[۲۲]
(شرکت در تهیه زندگی‌نامه امیرحسین جهانبگلو همراه فرزندش رامین جهانبگلو)
کتاب زندگینامه و شرح آرا و افکار امیرحسین جهانبگلو همسر، روشنفکر و پژوهشگر حوزه‌های فلسفه و اقتصاد، درگذشته به سال ۱۳۷۰، با پژوهش و نگارش من در مجموعه «یاد» منتشر می‌شود. این مجموعه شامل زندگینامه و شرح آرا و افکار مهم‌ترین و اثرگذارترین نخبگان معاصر ایران در حوزه‌های مختلف علوم انسانی است که با دبیری جواد عاطفه در انتشارات ایده منتشر می‌شود.
وی افزود: در این کتاب به‌جز شرح زندگی و منظومه فکری جهانبگلو، تأثیر او بر جریان‌های فکری معاصر و همچنین ارتباطش با دیگر اندیشمندان نیز تحلیل می‌شود. برای سندیت هرچه بیشتر مطالب کتاب، با خانواده این اندیشمند یعنی خجسته کیا نویسنده کتاب «قهرمانان بادپا در قصه‌ها و نمایش‌های ایرانی» همسر و رامین جهانبگلو فرزندش مصاحبه می‌شود.خجسته کیا و امیرحسین جهانبگلو در دهه ۳۰ یا ۴۰ در منزل شخصی خود جلساتی را با محوریت سید احمد فردید و با حضور برخی چهره‌های فلسفه ایران مانند داریوش شایگان و داریوش آشوری برپا کرد. این جلسات که در تاریخ تفکر معاصر با عنوان «فردیدیه» ثبت شده، باعث شد تا سید احمد فردید مناسب برای نشر افکارش داشته باشد. امیرحسین جهانبگلو جز ترجمه در حوزه‌های فلسفه، اقتصاد و سیاست، دغدغه فرهنگ ایرانی را هم داشت و علی نصیریان را تشویق به اجرای نمایش ایرانی کرد. او همچنین از دوستان نزدیک و صمیمی جلال آل احمد بود و در دهه ۲۰ با او انجمن اصلاح را پایه‌گذاری کرد.
شمسی فضل‌الهی در مورد خواهر شوهرش خانم خجسته کیا می‌گویدبه بهانه تولد سهراب سپهری، در تاریکی آنقدر مانده‌ام که از روشنی حرف بزنم، در آبان ماه سال ۱۳۴۳، پس از بازگشت به ایران طراحی صحنهٔ یک نمایش به کارگردانی خانم خجسته کیا را انجام داد. دوره ما، دوره شانس بود. ما با سهراب سپهری، فروغ فرخزاد، بهمن فرسی، خانم خجسته کیا که خواهر شوهر من بودند و بسیاری از بزرگان تئاتر و ادبیات ایران هم دوره بودیم. جوانی ما در دورانی بود که بزرگان هنر ایران در اطراف مان حضور داشتند. پسر عموی من و یکی از اقوام دور ما که سهراب هشت کتاب را به وی تقدیم کرد، باعث شدند من در مجامع مختلف حضور داشته باشم. فروغ را طور دیگری می‌شناختم. توسط آقای ابراهیم گلستان برای پیش تولید فیلم خشت و آینه به دفتر وی در دروس دعوت شدم. سال ۴۱ بود و به همه گفتم که دیگر نمی‌خواهم فیلم بازی کنم.
بعد از آن برای خانم خجسته کیا که یکی از نام‌آوران تئاتر بود در دو تئاتر فوق مدرن ایران به نام‌های «آهن» و «گلدسته» بازی کردم که هر دوی این نمایش‌ها نوشته خود ایشان بود. بعد از آن من با برادر خانم کیا آشنا شدم و با یکدیگر ازدواج کردیم.

## برخی مقالات کتابها و ترجمه‌ها
(در میان آنها کتابهای بصورت مشترک نوشته شده با فرزندش رامین جهانبگلو)
- شاهنامهٔ فردوسی و تراژدی آتنی، نویسنده: خجسته کیا

در مقدمه نوشته شده: در این مقاله می‌کوشم تا تراژدی یونانی را در مقام ژانری ادبی-نمایشی، به منزله ابداعی در نظر آورم که صرفاً در شرایط سیاسی-اجتماعی خاص آتن در سده پنجم پیش از میلاد امکان ظهورش فراهم شد. تراژدی به عنوان یکی از انواع درام یونانی اهمیتی فراتر از صرف نمایشی دراماتیک داشت و این خود درست به این دلیل بود که دموکراسی آتنی، به صرف ساختارهای اساسی حکومت و نحوه اعمال حکمرانی محدود و منحصر نمی‌شد. به عبارتی دموکراسی در آتن پنجم پیش از میلاد باید به مثابه پدیده ای فرهنگی مورد ملاحظه قرار گیرد؛ پدیده ای که دقیقاً به همین دلیل امری متفاوت از دموکراسی به عنوان صرف شکلی از حکومت است.
کتاب از سه بخش تشکیل شده: ۱-ساختمان تقدیرگونهٔ داستانهای پهلوانی ۲-چند تفاوت اساسی میان داستانهای پهلوانی شاهنامه و تراژدی آتنی ۳-خوابهای شاهنامه، تمام قسمت‌ها با دقت و عالی نوشته شدن و به فهمیدن بهتر شاهنامه کمک می‌کند.
- سخنان سزاوار زنان در شاهنامه پهلوانی، نویسنده: خجسته کیا، ناشر (ان): فاخته موضوع: شعر فارسی - قرن ۵ ق. محل نشر: تهران
- فلسفه آموزش تاگور (رابیندرانات تاگور): شانتی نیکتان یا هنر آموزش، نویسنده: رامین جهان بگلو مترجم: خجسته کی، امنبع: بخارا پاییز ۱۳۸۴ شماره ۴۵
- خواب و پنداره (در جستجوی ویژگیهای خوابهای ایرانی) نویسنده: خجسته کیا ناشر: نشر مرکز - ۱۳۷۸, در مقدمه نوشته شده: خواب‌ها دریچه‌هایی به ناخود آگاه فردی و جمعی هستند و خواب‌های هر قوم و ملت بازتابی از ویژگی‌های فکری و فرهنگی آن به‌شمار می‌آیند. به همین دلیل در همه تمدنهای گذشته، برای خواب و رؤیا و تعبیر آن اهمیت بسیار قایل بوده‌اند. این کتاب قصد گردآوری خواب‌ها و خوابنامه‌ها را ندارد. بلکه کوشش می‌کند بر پایهٔ منابع و رساله‌ها و کتابهای موثق، آنچه را بتوان ویژگی خواب‌های ایرانیان دانست بیابد و تفاوت‌های آن را با خوابگزاریهای اقوام و تمدن‌های دیگر بنمایاند. پیوند ایران باستان با سنت هند و ایرانی و هند و اروپایی، پیوند جهان اسلامی با فرهنگ بین‌النهرین باستان همانندی‌های بسیار در زمینه اساطیر و نمادها و نشانه‌شناسی خوابهای این اقوام پدیدآورده. و از یونانیان نیز گزارش‌هایی نه چندان پذیرفتنی دربارهٔ خواب‌های ایرانیان به ما رسیده‌است. به همین دلیل در جستجوی خواب اصیل ایرانی که از اندیشه و بینش ایرانی مایه گرفته باشد، بررسی خواب و خوابگزاری در تمدنها هند و چین و بین‌النهرین و یونان نیز ناگزیر ضروری بوده‌است.
- قهرمانان بادپا در قصه‌ها و نمایشهای ایرانی: بررسی عناصر نمایشی در اوستا، یادگار زریران، شاهنامه، حمزه‌نامه، ابومسلم‌نامه، اسکندرنامه خجسته کیا
- آفرین سیاوش نویسنده: خجسته کیا، ناشر: نشر مرکز - ۲۰ اردیبهشت، ۱۳۸۸, رساله آفرین سیاوش پاسخی است به انبوهی نوشتهٔ فارسی و به زبان‌های خارجی که این قهرمان حماسی را ایزد نباتی خوانده و گاهی از این فراتر رفته‌اند و این تندیس گیاهی را به آن سوی مرزهای فرهنگی ایران انداخته‌اند.
- در جستجوی نامتناهی نویسنده: رامین جهان بگلو مترجم: خجسته کیا منبع: بخارا پاییز ۱۳۸۴ شماره ۴۵, در مقدمه نوشته شده: همه چیز از جاودانگی نشأت می‌گیرد و از زندگی اثر می‌پذیرد، زیرا زندگی عظیم است. رابیندرانات تاگور به معنی رایج کلمه فیلسوف نیست. اما می‌توان گفت بصیر است و درک ژرفی از حیات دارد، و از آنچه […]
- استواری زنان شاهنامه در برابر مردان خودکامه نویسنده: خجسته کیا،
- تاگور وجدان بشر، نویسنده:رامین جهانبگلو؛ مترجم:خجسته کیا - نشر نی - دیویی: ۸۹۱٫۴۴۱۶–۶۲ صفحه - رقعی (شومیز) - چاپ ۱ سال ۱۳۷۹–۵۰۰۰ ریال - ۲ -۵۰۹-۳۱۲-۹۶۴
- افسانه‌ها و معتقدات باستانی ایران و چین منبع: ایران آباد بهمن ۱۳۳۹ شماره ۱
- رساله علمی (کتاب) پژوهش‌نامهٔ زنان و خانواده نویسنده: خجسته کیا
- در جستجوی آزادی گفتگو با آیزایا برلین نویسنده رامین جهانبگلو مترجم خجسته کیا شابک ۹۷۸-۹۶۴-۱۸۵-۰۶۱-۸ , در مقدمه نوشته شده: در روزگاری بس پرچالش و در عین حال جالب زندگی می‌کنیم. این زمان بیش از هر زمان دیگری، تفکر روشن‌تر و واقع‌گرایانه‌تری می‌طلبد. زمانی است که داوری سیاسی و درک مسئولیت مدنی ما را ایجاب می‌کند. برلین به دلایل گوناگون، امروزه فیلسوفی است عمیقاً مطرح، اما فراتر از هر چیز، از آن‌رو که آن دسته از ایدئولوژی‌های فلسفی و سیاسی را رد می‌کند که بر این نکته پای می‌فشارند که فقط یک شیوه […]
- کتاب در مورد خجسته کیا روند دگرگونی ادبیات نمایشی زنان ایران (از ۱۲۸۹ تا ۱۳۵۷) خجسته کیا. مهین تجدد. سودابه فضائلی. تهمینه میرمیرانی. شکوه میرزادگی، مجموعهٔ آثار به همراه تحلیل، پدیدآور: رسول نظرزاده افراز ۱۳۹۱
- در آینهٔ شرق: گفتگو با اشیش ناندی (Ashis Nandy)، خجسته کیا (مترجم)، رامین جهانبگلو (مترجم) ناشر: نشر مرکز - ۱۲ مهر، ۱۳۸۴ , نگاه روشنفکری دینی و باقی قضایا «اصولاً فکر می‌کنم که امروزه هند و روشنفکران هندی در خیلی از موارد می‌توانند به کشورهای جهان سومی و حتی غربی امور مختلف را بیاموزیم به خاطر اینکه تجربه‌های خیلی زیادی از قبیل سکولاریسم، دموکراسی، رویارویی مدرنیته و سنت، پلورالیسم عقیدتی یا زبانی و دینی و … را از سر گذرانده‌اند ونکته جالب این که پس از ۶۰ سال توانسته‌اند سالم از این تجارب عبور کنند. با وجود تمام گرفتاری‌هایی که هند از لحاظ سیاسی، اجتماعی، فرهنگی و دینی و … داشته‌است به هیچ وجه دچار اغتشاش نشده و توانسته آن وضعیت گفتگویی اش را در درجه اول با خودش و در درجه بعدی با دیگر کشورها و جوامع به خوبی حفظ کند.» از این جهت «آشیش ناندی» یکی از مهم‌ترین نمایندگان این گفتگوی درون تمدنی و برون تمدنی هند با غرب است.[۲۶]
- نمایش‌نامه‌ای چهار قطعه‌ای ستایش دریا نویسنده: خجسته کیا
- تاگور (رابیندرانات تاگور) وجدان بشر نویسنده: رامین جهانبگلو، خجسته کیا - نشر نی - ۶۲ صفحه - چاپ ۱ سال ۱۳۷۹
- ماهاتما گاندی در جستجوی حقیقت پدید آورنده ترجمه و تدوین خجسته کیا؛ ویراسته عبدالحسین آذرنگ[۲۷]
- «کپسول زمان» نوشته پل استر، ترجمه خجسته کیهان (انتشارات افق)- نامزد جایزه ابوالحسن نجفی ۱۳۹۵
- نمایشنامه گلدسته نوشته و ساخته خجسته کیا، با شرکت شمسی فضل‌الهی
- نمایشنامه آهن نوشته و ساخته خجسته کیا، با شرکت شمسی فضل‌الهی